# Maximilian Beier
Maximilian Beier (ur. 17 października 2002 w Brandenburgu) – niemiecki piłkarz, grający na pozycji napastnika w niemieckim klubie Borussia Dortmund oraz w reprezentacji Niemiec. Uczestnik Mistrzostw Europy 2024.

## Kariera klubowa
Treningi piłkarskie rozpoczął w ESV Kirchmöser, z którego trafił do Brandenburger SC Süd 05. W 2015 roku został zawodnikiem Energie Cottbus, z którego w 2018 roku trafił do TSG 1899 Hoffenheim. W pierwszej drużynie tego klubu zadebiutował 8 lutego 2020 w przegranym 0:1 meczu z SC Freiburg, stając się najmłodszym piłkarzem w historii klubu, który zagrał w meczu Bundesligi. W październiku 2020 podpisał profesjonalny kontrakt z klubem do końca czerwca 2024. W sierpniu 2021 został wypożyczony na sezon do Hannover 96. W czerwcu 2022 przedłużył o rok kontrakt z TSG, jednocześnie pozostając na kolejny sezon na wypożyczeniu. W sierpniu 2024 podpisał pięcioletni kontrakt z Borussią Dortmund.

## Kariera reprezentacyjna
Młodzieżowy reprezentant Niemiec w kadrach od U-17 do U-21. W 2024 roku znalazł się w gronie 27 piłkarzy powołanych na Euro 2024. W seniorskiej kadrze zadebiutował 3 czerwca 2024 w zremisowanym 0:0 meczu z Ukrainą.